# Kanada i olympiska sommarspelen 1920
Kanada deltog med 52 deltagare vid de olympiska sommarspelen 1920 i Antwerpen. Totalt vann de tre guldmedaljer, tre silvermedaljer och tre bronsmedaljer.

## Medaljer

### Guld
- Bert Schneider - Boxning, weltervikt.
- Tommy Thomson - Friidrott, 110 meter häck.
- Robert Benson, Walter Byron, Frank Fredrickson, Chris Fridfinnson, Magnus Goodman, Haldor Halderson, Konrad Johannesson och Allan Woodman - Ishockey.

### Silver
- Clifford Graham - Boxning, bantamvikt.
- Georges Prud'Homme - Boxning, mellanvikt.
- George Vernot - Simning, 1500 meter frisim.

### Brons
- Clarence Newton - Boxning, lättvikt.
- Moe Herscovitch - Boxning, mellanvikt.
- George Vernot - Simning, 400 meter frisim.